# Emile Mushosho Matabaro
Emile Mushosho Matabaro (* 5. März 1967 in Bukavu) ist ein kongolesischer römisch-katholischer Geistlicher und Bischof von Doruma-Dungu.

## Leben
Emile Mushosho Matabaro besuchte das propädeutische Seminar in Mugeri. Anschließend studierte Mushosho Matabaro Philosophie am Priesterseminar Mgr Busimba in Goma und Katholische Theologie am Priesterseminar Saint Pie X in Murhesa. Am 17. September 2000 empfing er in der Kathedrale Notre-Dame de la Paix in Bukavu das Sakrament der Priesterweihe für das Erzbistum Bukavu.
Mushosho Matabaro war zunächst als Pfarrvikar und später als Pfarrer in Ciherano tätig, bevor er 2003 Pfarrer der Pfarrei Saint Pierre in Cibimbi wurde. 2007 wurde Emile Mushosho Matabaro für weiterführende Studien nach Spanien entsandt, wo er 2012 an der Universidad Eclesiástica San Dámaso in Madrid ein Lizenziat im Fach Katholische Theologie erwarb. Nachdem er 2011 kurzzeitig als Pfarrer in Bagira gewirkt hatte, wurde er Direktor des Diözesanbüros für die Sozial- und Entwicklungshilfeeinrichtungen sowie Präsident der Priestervereinigung des Erzbistums Bukavu. 2013 setzte Emile Mushosho Matabaro seine Studien an der Universidad Eclesiástica San Dámaso fort und wurde 2016 mit der Arbeit Défense de la vie et de la dignité de la personne humaine: réflexion morale sur la problématique du viol des femmes en République Démocratique du Congo (Cas du Sud-Kivu) („Verteidigung des Lebens und der Menschenwürde: Moralische Reflexion über die Problematik der Vergewaltigung von Frauen in der Demokratischen Republik Kongo (Fallbeispiel Sud-Kivu)“) zum Doktor der Theologie promoviert. Von 2017 bis 2018 war er Ökonom und Moderator der Diözesankommission für die Vermögensangelegenheiten. Danach war er als Bischofsvikar für die ökonomischen Angelegenheiten und als Kanzler der Kurie tätig. 2019 wurde Emile Mushosho Matabaro Generalvikar des Erzbistums Bukavu. Ab dem 12. Juli 2021 war er Apostolischer Administrator sede vacante et ad nutum Sanctae Sedis des vakanten Bistums Doruma-Dungu. Daneben lehrte er Moraltheologie am Priesterseminar Saint Pie X in Murhesa.
Am 24. Oktober 2022 ernannte ihn Papst Franziskus zum Bischof von Doruma-Dungu. Der Erzbischof von Kisangani, Marcel Utembi Tapa, spendete ihm am 8. Dezember desselben Jahres in Dungu die Bischofsweihe; Mitkonsekratoren waren der Erzbischof von Bukavu, François-Xavier Maroy Rusengo, und der Bischof von Isiro-Niangara, Julien Andavo Mbia.

## Schriften
- Défense de la vie et de la dignité de la personne humaine: réflexion morale sur la problématique du viol des femmes en République Démocratique du Congo (Cas du Sud-Kivu). Ediciones Universidad San Dámaso, Madrid 2016, OCLC 964064158.